# HD 166228
HD 166228，又名BD+49 2732，SAO 47233、HR 6792，是一颗恒星，视星等为6.32，位于銀經77.37，銀緯27.29，其B1900.0坐标为赤經18h 4m 36.4s，赤緯+49° 27.29′ 44″。